# 1999 WL6
1999 WL6 är en asteroid i huvudbältet som upptäcktes den 28 november 1999 av den kroatiska astronomen Korado Korlević vid Višnjan-observatoriet.
Asteroiden har en diameter på ungefär 3 kilometer och den tillhör asteroidgruppen Koronis.